# Campeonato Mundial de Atletismo Júnior de 2010 - 100 m feminino
Predefinição:Campeonato Mundial de Atletismo Júnior de 2010
A prova dos 100 metros rasos feminino do Campeonato Mundial de Atletismo Júnior de 2010 ocorreu entre os dias 20 e 21 de julho, em Moncton, no Canadá. 

## Recordes
Antes desta competição, os recordes mundiais e do campeonato nesta prova eram os seguintes:
|     | Nome              | Nacionalidade     | Tempo | Local    | Data                  |
| --- | ----------------- | ----------------- | ----- | -------- | --------------------- |
| WJR | Marlies Oelsner   | Alemanha Oriental | 10.88 | Dresden  | 1 de julho de 1977    |
| CR  | Veronica Campbell | Jamaica           | 11.12 | Santiago | 18 de outubro de 2000 |

## Medalhistas
| Ouro                 | Prata                 | Bronze              |
| Jodie Williams (GBR) | Takeia Pinckney (USA) | Jamile Samuel (NED) |

## Cronograma
Todos os horários são locais (UTC-4).
| Data        | Hora  | Evento        |
| ----------- | ----- | ------------- |
| 20 de julho | 20:25 | Eliminatórias |
| 21 de julho | 18:30 | Semifinal     |
| 21 de julho | 20:55 | Final         |

## Resultados

### Eliminatórias
As eliminatórias se iniciaram no dia 20 de julho ás 20:25. 
Bateria 1
Vento: +0.3 m/s
| Posição | Atleta              | Nacionalidade | Tempo | Notas               |
| ------- | ------------------- | ------------- | ----- | ------------------- |
| 1       | Leena Günther       | Alemanha      | 11.50 | Q                   |
| 2       | Mujinga Kambundji   | Suíça         | 11.70 | Q                   |
| 3       | Deandre Whitehorne  | Jamaica       | 11.82 | Q                   |
| 4       | Marilyn Nwawulor    | Reino Unido   | 11.85 | q                   |
| 5       | Shinelle Proctor    | Anguila       | 13.01 |                     |
| 6       | Battsengel Tungalag | Mongólia      | 13.68 |                     |
| 7       | Alja Sitar          | Eslovênia     | DSQ   | Regra 162.7 da IAAF |

Bateria 2
Vento: +0.2 m/s
| Posição | Atleta          | Nacionalidade  | Tempo | Notas |
| ------- | --------------- | -------------- | ----- | ----- |
| 1       | Ashton Purvis   | Estados Unidos | 11.73 | Q     |
| 2       | Orlann Ombissa  | França         | 11.78 | Q     |
| 3       | Martina Amidei  | Itália         | 11.86 | Q     |
| 4       | Siedatha Palmer | Jamaica        | 11.87 | q     |
| 5       | Lenka Kršáková  | Eslováquia     | 12.07 | q     |
| 6       | Patricia Taea   | Ilhas Cook     | 13.05 |       |

Bateria 3
Vento: +0.2 m/s
| Posição | Atleta            | Nacionalidade  | Tempo | Notas |
| ------- | ----------------- | -------------- | ----- | ----- |
| 1       | Takeia Pinckney   | Estados Unidos | 11.48 | Q     |
| 2       | Bárbara Leôncio   | Brasil         | 11.67 | Q     |
| 3       | Anasztázia Nguyen | Hungria        | 12.00 | Q     |
| 4       | Lee Sun-Ae        | Coreia do Sul  | 12.16 |       |
| 5       | Victoria Woodward | Argentina      | 12.25 |       |
| 6       | Angie Lam On Ki   | Hong Kong      | 12.31 |       |
| 7       | Joanne Loutoy     | Seicheles      | 12.65 |       |

Bateria 4
Vento: +0.1 m/s
| Posição | Atleta             | Nacionalidade | Tempo | Notas |
| ------- | ------------------ | ------------- | ----- | ----- |
| 1       | Tatjana Pinto      | Alemanha      | 11.63 | Q     |
| 2       | Caitlin Sargent    | Austrália     | 11.77 | Q     |
| 3       | Jessie Saint-Marc  | França        | 11.83 | Q     |
| 4       | Stella Silas       | Nigéria       | 11.90 | q     |
| 5       | V'Alonnee Robinson | Bahamas       | 11.95 | q     |
| 6       | Kirsten Niuwendam  | Suriname      | 12.07 | q     |
| 7       | Shantely Scott     | Costa Rica    | 12.92 |       |
| 8       | Marina Ramadani    | Albânia       | 13.31 |       |

Bateria 5
Vento: 0.0 m/s
| Posição | Atleta                  | Nacionalidade | Tempo | Notas |
| ------- | ----------------------- | ------------- | ----- | ----- |
| 1       | Jodie Williams          | Reino Unido   | 11.53 | Q     |
| 2       | Loudia Laarman          | Canadá        | 11.64 | Q     |
| 3       | María Martín-Sacristán  | Espanha       | 11.97 | Q     |
| 4       | Marvar Etienne          | Bahamas       | 12.12 |       |
| 5       | Chathubashini Maralanda | Sri Lanka     | 12.43 |       |
| 6       | Lovelite Detenamo       | Nauru         | 12.75 |       |

Bateria 6
Vento: +0.3 m/s
| Posição | Atleta           | Nacionalidade        | Tempo | Notas |
| ------- | ---------------- | -------------------- | ----- | ----- |
| 1       | Jamile Samuel    | Países Baixos        | 11.57 | Q     |
| 2       | Fanny Chalas     | República Dominicana | 11.80 | Q     |
| 3       | Nodoka Seko      | Japão                | 12.07 | Q     |
| 4       | Fanni Schmelcz   | Hungria              | 12.13 |       |
| 5       | Nimet Karakuş    | Turquia              | 12.33 |       |
| 6       | Aziza Sbaity     | Líbano               | 12.44 |       |
| 7       | Rebecca Kafanfdo | Burquina Fasso       | 12.66 |       |

### Semifinal
As semifinais se iniciaram no dia 21 de julho ás 18:30. 
Semifinal 1
Vento: +1.7 m/s
| Posição | Atleta             | Nacionalidade        | Tempo | Notas |
| ------- | ------------------ | -------------------- | ----- | ----- |
| 1       | Tatjana Pinto      | Alemanha             | 11.68 | Q     |
| 2       | Takeia Pinckney    | Estados Unidos       | 11.71 | Q     |
| 3       | Loudia Laarman     | Canadá               | 11.73 | q     |
| 4       | Fanny Chalas       | República Dominicana | 11.87 |       |
| 5       | Marilyn Nwawulor   | Reino Unido          | 11.95 |       |
| 6       | Deandre Whitehorne | Jamaica              | 12.05 |       |
| 7       | Lenka Kršáková     | Eslováquia           | 12.27 |       |
| 8       | Nodoka Seko        | Japão                | 12.28 |       |

Semifinal 2
Vento: +1.6 m/s
| Posição | Atleta            | Nacionalidade  | Tempo | Notas |
| ------- | ----------------- | -------------- | ----- | ----- |
| 1       | Ashton Purvis     | Estados Unidos | 11.68 | Q     |
| 2       | Leena Günther     | Alemanha       | 11.72 | Q     |
| 3       | Bárbara Leôncio   | Brasil         | 11.78 |       |
| 4       | Anasztázia Nguyen | Hungria        | 11.92 |       |
| 5       | Siedatha Palmer   | Jamaica        | 11.93 |       |
| 6       | Orlann Ombissa    | França         | 12.01 |       |
| 7       | Martina Amidei    | Itália         | 12.16 |       |
| 8       | Kirsten Niuwendam | Suriname       | 12.36 |       |

Semifinal 3
Vento: +1.2 m/s
| Posição | Atleta                 | Nacionalidade | Tempo | Notas |
| ------- | ---------------------- | ------------- | ----- | ----- |
| 1       | Jodie Williams         | Reino Unido   | 11.59 | Q     |
| 2       | Jamile Samuel          | Países Baixos | 11.68 | Q     |
| 3       | Stella Silas           | Nigéria       | 11.78 | q     |
| 4       | Caitlin Sargent        | Austrália     | 11.90 |       |
| 5       | Mujinga Kambundji      | Suíça         | 11.92 |       |
| 6       | Jessie Saint-Marc      | França        | 12.00 |       |
| 7       | V'Alonnee Robinson     | Bahamas       | 12.14 |       |
| 8       | María Martín-Sacristán | Espanha       | 12.17 |       |

### Final
A prova final foi realizada no dia 21 de julho ás 20:55. 
Vento: -0.7m/s
| Posição           | Atleta          | Nacionalidade  | Tempo | Notas |
| ----------------- | --------------- | -------------- | ----- | ----- |
| Medalha de ouro   | Jodie Williams  | Reino Unido    | 11.40 |       |
| Medalha de prata  | Takeia Pinckney | Estados Unidos | 11.49 |       |
| Medalha de bronze | Jamile Samuel   | Países Baixos  | 11.56 |       |
| 4                 | Ashton Purvis   | Estados Unidos | 11.60 |       |
| 5                 | Leena Günther   | Alemanha       | 11.67 |       |
| 6                 | Tatjana Pinto   | Alemanha       | 11.80 |       |
| 7                 | Loudia Laarman  | Canadá         | 11.81 |       |
| 8                 | Stella Silas    | Nigéria        | 11.98 |       |

Legenda
| Recorde mundial       | Recorde mundial (World record)               |                       | Recorde africano                      | Recorde africano (African) |                                           | Q | Classificado por posição (Qualified) |
| Recorde do campeonato | Recorde do campeonato (Championship record)  | Recorde da América    | Recorde da América (Americas)         | q                          | Classificado por melhor tempo (Qualified) |   |                                      |
| Melhor marca do ano   | Melhor marca do ano (World leading)          | Recorde asiático      | Recorde asiático (Asian)              | DNS                        | Não largou (Did not start)                |   |                                      |
| Recorde nacional      | Recorde nacional (National record)           | Recorde europeu       | Recorde europeu (European)            | DNF                        | Não terminou (Did not finish)             |   |                                      |
| Recorde pessoal       | Recorde pessoal do atleta (Personal best)    | Recorde da Oceania    | Recorde da Oceania (Oceania)          | DSQ / DQ                   | Desclassificado (Disqualified)            |   |                                      |
| Recorde da temporada  | Recorde da temporada do atleta (Season best) | Recorde sul-americano | Recorde sul-americano (South America) | NM                         | Sem marca (No mark)                       |   |                                      |